# Trochalus aenescens
Trochalus aenescens är en skalbaggsart som beskrevs av Moser 1916. Trochalus aenescens ingår i släktet Trochalus och familjen Melolonthidae. Inga underarter finns listade i Catalogue of Life.